# Adore Music
Adore Music är ett litet indiebolag med säte i Göteborg. 